# Rosa iberica
Rosa iberica es una especie de planta del género Rosa, de la familia Rosaceae.

## Taxonomía
Rosa iberica fue descrita por Steven ex M. Bieb. en 1819.

## Distribución
Se encuentra en el territorio de Turquía hasta Irán.